# Магистар
У земљама бивше Југославије, пре имплементације Болоњског процеса, магистар наука је била истраживачки оријентисана диплома у трајању од две до три године студија након дипломирања, а завршавала се одбраном магистарског рада.
У циљу промовисања доктора наука, магистар је требало да напише и одбрани докторску тезу. Магистарске студије су се састојале од више испита (број испита варира од факултета до факултета) и израде, те одбране, магистарског рада.
Магистар уметности је титула у музици, сликарству, глуми и визуелним уметностима. Магистарски рад из уметничких области је самостални уметнички пројекат: концерт(и), изложба слика и сл. У периоду пре имплементације Болоњске декларације, магистар уметности је била највиша титула коју су могле стећи особе које се баве уметношћу. (Докторати су били могући само из теоријских области, тј. из науке о уметности - лица која би се посветила теоријским проучавањима уметности могла су да стекну искључиво титулу доктора наука).
У Републици Србији одлуком Српског Парламента (Одредба става 2.), статус оних који су дипломирали пре почетка Болоњског процеса је сада еквивалентна нивоу Мастера у ЕУ. С обзиром на то да су Мастер студије круна дипломских студија, а Магистарске студије последипломске студије потребно је правити разлику између ова два термина. Магистар се сада сматра еквиваленту прве две од три године докторских студија. 
Улазак на магистарске студије је био само за ограничени број дипломаца. Само студенти са високим просеком су могли да уписују ове студије, а најчешће се радило о онима који су касније радили на Универзитету. 
Рад се брани јавно, претходно се најави и у дневној штампи, пред, за ту прилику формираном, комисијом са факултета на коме се врши одбрана.
Титулу магистра користе и дипломирани фармацеути. Ово титулисање је оспорено као што је спорна и титула доктор за студенте медицине по завршеним студијама.